# SV Neuberg
Der Sportverein Marsch Neuberg, kurz SV Neuberg, ist ein Fußballverein aus der burgenländischen Gemeinde Neuberg im Burgenland. Der Verein gehört dem Burgenländischen Fußballverband (BFV) an und spielt seit der Saison 2018/19 in der II. Liga Süd, der fünfthöchsten Spielklasse.

## Geschichte
Der SV Neuberg wurde im Jahre 1962 gegründet. Der Verein stieg 15 Jahre nach der Gründung in der Saison 1976/77 als Meister der II. Liga Süd erstmals in die höchste Spielklasse Burgenlands, die Landesliga, auf. In der Saison 1981/82 nahm die Mannschaft erstmals am ÖFB-Cup teil, scheiterte aber bereits in der ersten Runde am Ligakonkurrenten SV Oberwart. In der Saison 1982/83 wurde Neuberg zum ersten Mal Meister der Landesliga und qualifizierte sich somit für das Aufstiegsplayoff für die 2. Division. Den Vertreter aus Wien, die SV Schwechat, besiegte man, gegen den niederösterreichischen Meister Kremser SC scheiterte Neuberg dann aber klar mit 10:1 nach Hin- und Rückspiel.
In der Saison 1984/85 nahm Neuberg wieder am Cup teil. Diesmal traf das Team auf den Bundesligisten SV Spittal/Drau, dem man knapp mit 0:1 unterlag. In der Saison 1985/86 wurde der Verein hinter dem ASK Baumgarten Vizemeister in der Landesliga, in der Saison 1986/87 wurde Neuberg erneut Vizemeister, diesmal fehlte ein Zähler auf Meister SC Pinkafeld. In der Saison 1986/87 nahm Neuberg zudem ein drittes Mal am Cup teil und erreichte nach einem deutlichen 4:0-Erstrundensieg gegen den Regionalligisten Badener AC erstmals die zweite Runde. In der unterlag die Mannschaft dann aber dem Bundesligisten FK Austria Wien mit 2:5. In der Saison 1987/88 schieden die Burgenländer gegen den Bundesligisten VfB Mödling in der ersten Cuprunde aus.
In der Saison 1988/89 wurde Neuberg in der Landesliga ein drittes Mal Vizemeister, diesmal hinter dem SV Gols. In der Saison 1989/90 nahm der Klub dann wieder am Pokal teil und traf dabei erneut auf den VfB Mödling, der mittlerweile aber Zweitligist war. Die Niederösterreicher gingen ein zweites Mal in Folge als Sieger des Duells hervor. In der Burgenlandliga hielt sich die Mannschaft in den folgenden Jahren im Mittelfeld der Tabelle, ehe das Team am Ende der Saison 1994/95 als 14. nach 18 Jahren wieder in die II. Liga absteigen musste. Als Meister der II. Liga Süd stieg Neuberg 1996 aber direkt wieder in die Landesliga auf.
Den Schwung des Meistertitels nahm Neuberg in die Aufstiegssaison mit und wurde 1996/97 ein zweites Mal Meister der Landesliga und marschierte somit direkt in die Regionalliga Ost durch. Die Debütsaison in der Ostliga beendete Neuberg als Zwölfter knapp vor den Abstiegsrängen. In der Saison 2000/01 gelang dem Team mit einem vierten Endrang die bis heute mit Abstand beste Platzierung der Vereinsgeschichte. In der Saison 2001/02 nahm Neuberg nach zwölf Jahren wieder am Cup teil: Man traf auf den Ligakonkurrenten Wiener Sportklub, dem man jedoch mit 0:1 unterlag. Auch in der Saison 2002/03 waren die Burgenländer im Cup vertreten, erneut war aber in der ersten Runde Endstation, diesmal nach Verlängerung gegen den FC Zeltweg. Nach sieben Jahren in der dritthöchsten Spielklasse stieg Neuberg als 14. am Ende der Saison 2003/04 wieder in die Landesliga ab.
Nach mehreren Jahren im Mittelfeld der Tabelle wurde Neuberg in der Saison 2010/11 hinter dem SV Stegersbach wieder Vizemeister. In der Saison 2011/12 wurde das Team abermals Vizemeister, diesmal hinter Oberwart. Nach zwei Vizemeistertiteln en suite krönte sich Neuberg 2012/13 ein drittes Mal selbst zum Landesmeister und stieg damit nach neun Jahren wieder in die Regionalliga auf. In der Ostliga sicherte sich der Verein in der Saison 2013/14 als Zwölfter knapp den Klassenerhalt. In der Saison 2014/15 tauschte man nahezu die gesamte Mannschaft aus, mit der war Neuberg aber dann nicht mehr konkurrenzfähig und stieg als abgeschlagener Tabellenletzter mit nur neun Punkten wieder in die Landesliga ab. Auf das rettende Ufer fehlten der Mannschaft 28 Punkte.
In der Saison 2016/17 wurde Neuberg in der Landesliga hinter der SV Mattersburg II ein weiteres Mal Vizemeister. In der darauffolgenden Spielzeit belegte das Team aber nur den letzten Tabellenplatz, womit Neuberg nach 22 Jahren wieder in die II. Liga Süd abstieg, in der man seither spielt. In der Saison 2018/19 qualifizierte sich der Fünftligist wieder für den ÖFB-Cup, in der ersten Runde hatte man jedoch gegen den SV Leobendorf das Nachsehen.